# Mercedes Abad Calvo
Mercedes Abad Calvo (castellà: Mercedes Abad)  (Barcelona, 3 de febrer de 1961) va cursar els estudis de batxillerat al Liceu Francès i posteriorment es va llicenciar en periodisme a la Universitat Autònoma de Barcelona, a on va coincidir amb l'escriptor Pep Bras.
Després d'algunes incursions al món del cinema i del teatre, el 1986 guanya el Premi La Sonrisa Vertical de narrativa eròtica amb el llibre de relats Ligeros libertinajes sabáticos. Ha publicat altres llibres de relats, Felicidades conyugales (1989), Soplando al viento (1995) i Amigos y fantasmas (2004, Premi Mario Vargas Llosa al millor llibre de relats del 2004); la novel·la Sangre (2000), i l'assaig humorístic Sólo dime dónde lo hacemos (1991). A més, és autora de diverses obres de teatre i d'algunes adaptacions, entre elles XXX, de la companyia La Fura dels Baus. També fa de traductora. En l'actualitat col·labora amb diferents mitjans de comunicació i fa de professora a l'Escola d'Escriptura de l'Ateneu Barcelonès.
La seva darrera novel·la és La niña gorda (2014).

## Obres
- Ligeros libertinajes sabáticos (1986). Tusquets. 'Premio La Sonrisa Vertical.'
- Felicidades conyugales (1989). Tusquets.
- Sólo dime donde lo hacemos (1991). Temas de hoy
- Soplando al viento (1995). Tusquets.
- Una dosis de T.N.T. Cuento corto publicado en la Antología Los cuentos que cuentan (1998). Editorial Anagrama.
- Sangre (2000). Tusquets.
- Titúlate tú (2002). Debols!llo.
- Amigos y fantasmas (2004). Tusquets. 'Premio Vargas Llosa NH de relato.'
- El vecino de abajo (2007). Editorial Alfaguara.
- Leyendas de Bécquer (2007). 451 Editores.
- Media docena de robos y un par de mentiras (2009). Editorial Alfaguara.
- La niña gorda (2014).